# Barroco mineiro

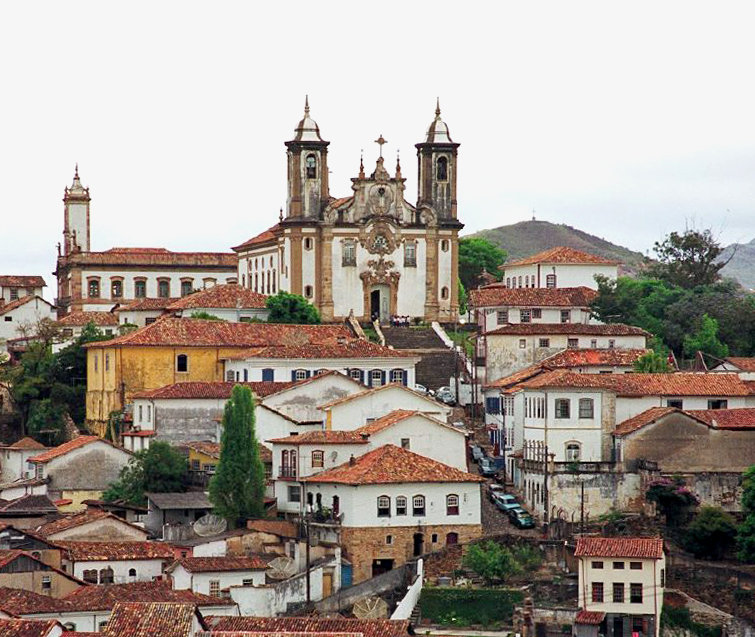
Vista de Ouro Preto com a Igreja do Carmo em destaque

Barroco mineiro é uma designação comum usada para designar a versão peculiar que o estilo barroco desenvolveu no estado de Minas Gerais, Brasil, entre o início do século XVIII e o final do século XIX. O termo usualmente se refere à arquitetura desse período, mas teve expressões importantes também na escultura e na pintura. Pode ser chamado de barroco mineiro, porém, apesar de consagrado pelo uso, é uma formulação inexata, visto que boa parte da manifestação artística desse período em Minas Gerais aconteceu dentro da esfera do rococó, que muitos estudiosos consideram não um simples estilo barroco, mas uma escola independente.
Alguns estudiosos têm defendido que, por volta de 1760, o estilo predominante em Minas teria sido o Rococó, especialmente em relação à elaboração das fachadas das edificações religiosas, ornamentação interior e a disposição quadrangular das igrejas. . Por isso, a aplicação do termo é anacrônica, ou seja, fora do contexto em parte do período do Ciclo do Ouro.
A pompa e a grandiosidade características do barroco são mais apropriadas neste caso para definir os rituais da arquitetura.
No campo musical igualmente encontramos equívocos conceituais longamente perpetuados pelo costume, pois a música desenvolvida em Minas nesse intervalo é na verdade mais próxima do neoclassicismo ou do pré-clássico.
A formulação de uma derivação característica do Barroco na região mineradora deveu-se ao súbito enriquecimento da região com a descoberta de grandes jazidas de ouro e diamantes e à criatividade dos mineiros no uso de técnicas, mão de obra e materiais próprios.
A decadência mineradora desta região, que sucedeu a sua prosperidade, foi um fator positivo para a conservação de suas edificações, pois desestimulou a reforma, desfiguração e demolição. Segundo Germain Bazin, tudo o que foi construído durante o ciclo do ouro mineiro, embora tenha sofrido algumas modificações, ainda existe, o que insere a região em um dos poucos exemplos de civilização artística que preservou seus elementos essenciais.Ainda assim, segundo o Ministério Público Estadual, o estado já perdeu pelo menos 60% do seu patrimônio móvel, como imagens e peças de igrejas, assim como vê a deterioração de vários tempos, dada a falta de segurança e a adoção de políticas conservacionistas.
O Barroco mineiro teve seu centro principal na antiga Vila Rica, hoje Ouro Preto, fundada em 1711, mas também floresceu com vigor em Diamantina, Serro, Mariana, Tiradentes, Sabará, São João del-Rei, Congonhas e uma série de outras vilas e povoados mineiros.

## Contexto

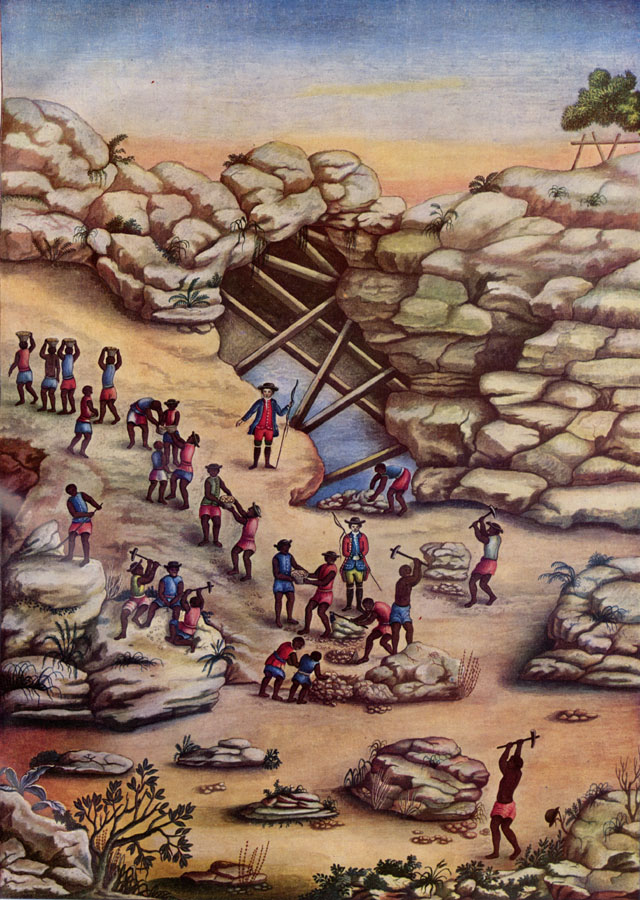
Carlos Julião: Mineração de diamantes, c. 1770

O apogeu do ouro na região favoreceu um rápido crescimento urbano e o uso da  religião e da arte como instrumentos de controle visando conter uma "escandalosa relaxação de costumes".A instabilidade e a incerteza da exploração aluvionária incitavam a busca por algum tipo de assistência mútua. Cabia aos leigos a organização a celebração dos ofícios, práticas religiosas e o exercício solidário, características incentivadas para a sobrevivência do sistema colonial durante o período de ligeira emergência dos núcleos urbanos. Foi assim que as irmandades se consolidaram como formas de organização religiosa e social. Elas foram consolidadas mesmo antes do aparelhamento burocrático e militar da região.
Essas associações de leigos, fortalecidas pela proibição das ordens religiosas na região, foram as financiadoras do trabalho dos artífices, artistas e artesãos do período. Portanto, a quantidade expressiva de construções religiosas e o mecenato leigo devem ser compreendidos como aspectos indissociáveis do Barroco mineiro..
As capelas de taipa, pau-a-pique e adobe, cerne dos arraiais embrionários e mantidas pelas irmandades, gradativamente cediam espaço para edificações maiores e mais ornamentadas, fortalecidas mais tarde pelo advento das ordens terceiras, associações com finalidade parecida, mas conhecidas por terem mais recursos. As estratificações sociais também foram assumindo contornos mais nítidos, embora este aspecto fosse pouco perceptível pelos leigos, particularmente pelos rituais como o Triunfo Eucarístico que exaltavam a riqueza, opulência e os sentidos em um contexto de falso fausto.
As irmandades religiosas competiam na construção de templos decorados com luxo e requinte, ostentando pinturas, entalhes e estatuária. A música sacra encontrou nesses locais de culto espaços para seu cultivo sistemático, e o teatro da mesma forma teve impulso tanto no gênero recitado como no musical, com a apresentação de óperas.
Segundo Affonso Ávila,
"A experiência singular da Capitania das Minas Gerais constituiu, pelas peculiaridades do condicionamento econômico e do processo civilizador, um momento único da história cultural brasileira. E se o ouro e o diamante - ou melhor, se a indústria da mineração foi, no campo de economia, o fator material de cristalização e autonomia da cultura montanhesa, o atavismo barroco preparou-lhe o suporte espiritual, imprimindo à vida da sociedade mineradora os seus padrões ético-religiosos e impondo às manifestações criativas os seus valores e gostos estéticos. Sem essa unidade de conformação filosófica jamais seria possível a sedimentação de uma cultura tão autêntica em sua individualidade, fenômeno não de uma contingência histórico-regional, mas de uma polarização de virtualidades étnicas da gente colonizadora que aqui encontrariam condições excepcionais de expansão e afirmação" 
Quando o ouro começa a escassear, por volta de 1760, o ciclo cultural mineiro também entra em declínio, mas é quando o seu estilo típico chega à culminação com a obra de Aleijadinho e Mestre Ataíde.
Somente no final do século XVIII e começo do século XIX, a situação financeira das irmandades ficou claramente combalida, em período coincidente com a decadência do Ciclo do Ouro, o que freou a emergência de novos templos opulentos e o patrocínio das artes.
Nos primeiros anos do século XIX a fase de esplendor de Minas já havia passado, embora o ciclo artístico do Barroco mineiro só possa ser considerado findo com a morte desses dois mestres, ocorrida respectivamente em 1814 e 1830.
A construção de templos maiores termina com a edificação da Igreja de São Francisco de Paula de Ouro Preto (1804-1878), que tem proporções de uma Igreja Matriz ao ter corredores, tribunas somente na capela-mor, sacristia transversal e consistório.
Por volta de 1840, inaugurou-se o estilo neoclássico em Minas.

## Arquitetura
A arquitetura barroca mineira é interessante por se realizar geralmente em um terreno acidentado, cheio de morros e vales, dando uma forma atraente para a urbanização das cidades. As características estilísticas distintivas são mais claramente expressas na arquitetura religiosa, nas igrejas que proliferaram em grande número em todas essas cidades. A localização dos templos era devidamente escolhida e nem sempre as irmandades dos brancos ficavam com os melhores lotes. Os lugares mais altos eram os preferidos, conforme recomendação canônica.
Mas não é somente isso o que torna o Barroco mineiro especial, já que a construção civil segue modelos formais comuns a toda arquitetura colonial brasileira. O caso mineiro tem o atrativo de constituir o primeiro núcleo no Brasil de uma sociedade eminentemente urbana, e essa mesma topografia obrigou os construtores a preferir técnicas adaptadas ao sítio, gradualmente abandonando a taipa de pilão e adotando a taipa de mão, que faz uso de madeiramento mais sólido para sustentação das paredes. Mais adiante, por volta de 1740, a pedra também assume um lugar importante na edificação, em especial para obras mais avantajadas. Entretanto, em regiões afastadas que careciam de material lapidar, como Diamantina e Santa Bárbara, a construção em taipa e madeira seguiu até o século XIX. Em outros locais, como na Igreja de São Francisco de Assis de Ouro Preto, houve o emprego da mistura de alvenaria (pedra e cal), taipa e adobe.

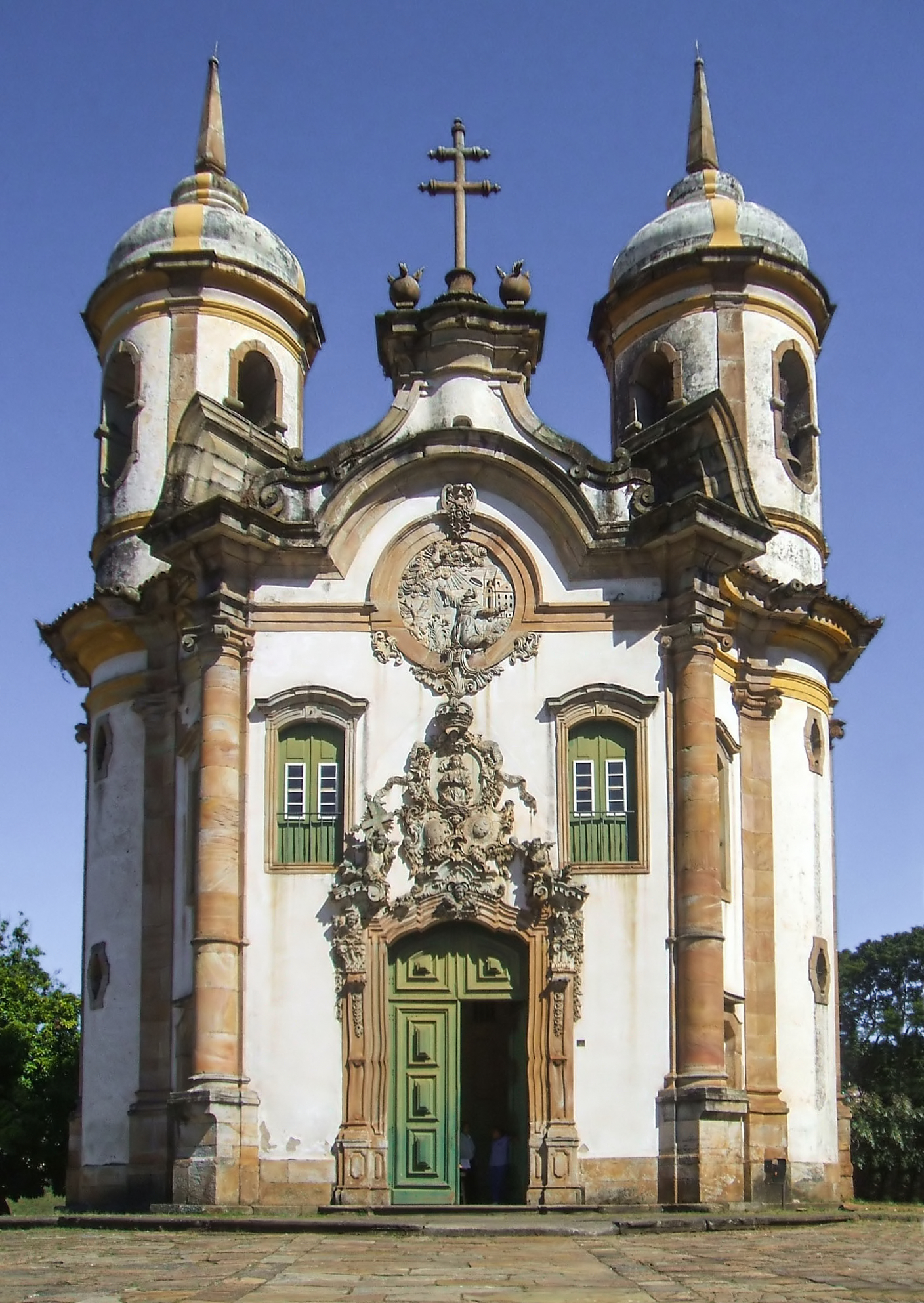
São Francisco de Assis, Ouro Preto

O emprego da taipa e madeira talvez explique a inclinação dos autores dos riscos ou aqueles que os escolheram de evitarem formas e plantas mais curvas. Sendo assim, o pau-a-pique está presente na maioria dos templos desta região.
Havia três tipos de plantas: chanfrada nos cantos (barroco português), circular (barroco italiano) e a menos difundida, a levemente curvilínea (rococó).
Entre plantas de forma elíptica, circular ou poligonal, a nave da Matriz do Pilar de Ouro Preto é contemporânea de São Pedro dos Clérigos (1731) e da Matriz de São João Batista de Campo Maior (Alentejo).
Uma das peculiaridades das construções mineiras no século XVIII foi a utilização da pedra sabão, que é obediente ao entalhe e macia.
As plantas basicamente apresentavam no primeiro quartel dos Setecentos mineiro: nave (espaço central da igreja do pórtico até o altar), capela-mor, sacristia e torre isolada ou acoplada ao templo, com sinos para chamar os fiéis. Os corredores ao longo da nave eram por vezes suprimidos para dar uma forma mais alongada à planta. O tempo paroquial mais extenso, segundo Germain Bazin, é a Matriz de Santo Antonio de Brumal, em Santa Bárbara.
Segundo Augusto Carlos da Silva Telles, a originalidade da edificação sacra mineira está em dois elementos:
- "a conjugação de curvas e de retas ou de planos, criando pontos e arestas de contenção, nas plantas, nos alçados e nos espaços internos e;
- "a organização das frontarias tendo como centro de composição a portada esculpida em pedra-sabão; portadas que se constituem, visualmente, em núcleo, de onde derivam os demais elementos:  pilastras, colunas, cimalhas, frontão, e para a qual eles convergem. Essas portadas, por outro lado, mostram-se plasticamente dinâmicas, fortes, enquanto que, na realidade, são constituídas de elementos opostos às paredes de alvenaria caiadas de branco, ao gosto do rococó"[18].

A expressão desses elementos se realizou em plantas que fugiam ao esquema básico do retângulo, aparecendo polígonos e ovais, embora com nave única; os campanários ganham mais independência em relação ao corpo da igreja e aparecem torres cilíndricas com coruchéu em capacete; as aberturas são mais amplas e de desenho variado: ovais, redondas, periformes, losangulares e formas mistas, e o óculo sobre o frontispício pode ser ocluso com relevos decorativos.
Contudo, segundo alguns autores, tais elementos só vieram a uma consumação perto do final do ciclo. No início do século as igrejas ainda derivavam suas plantas da matriz maneirista, com planta retangular, fachada austera e frontão triangular, modelo exemplificado na Catedral de Mariana. Pedro Gomes Chaves introduz em 1733 inovações importantes na Matriz do Pilar em Ouro Preto, com uma planta retangular, mas cuja talha interna redefine o espaço na forma de um decágono. Originais de fato, sem precedentes tanto na arquitetura brasileira como na portuguesa, são as igrejas projetadas por Antônio Pereira de Sousa Calheiros, com destaque para a do Rosário dos Pretos em Ouro Preto, com planta composta de três elipses sucessivas, fachada circular com uma galilé de três arcos, e com torres circulares. Da mesma época é a fachada do Santuário de Bom Jesus de Matozinhos, cujo frontispício lavrado em pedra-sabão é tido como o primeiro exemplo dessa solução decorativa. Foi obra possivelmente de Jerônimo Félix Teixeira.
Na segunda metade do século se constrói a Igreja do Carmo de Ouro Preto, com uma composição de fachada ainda mais ousada: O plano frontal cede lugar para uma parede ondulada, com torres bombée em recuo e óculo trilobado, típico do Rococó. Traçada por Manuel Francisco Lisboa, seu plano foi alterado em 1770 por Francisco de Lima Cerqueira e o Aleijadinho, que esculpiu a portada.

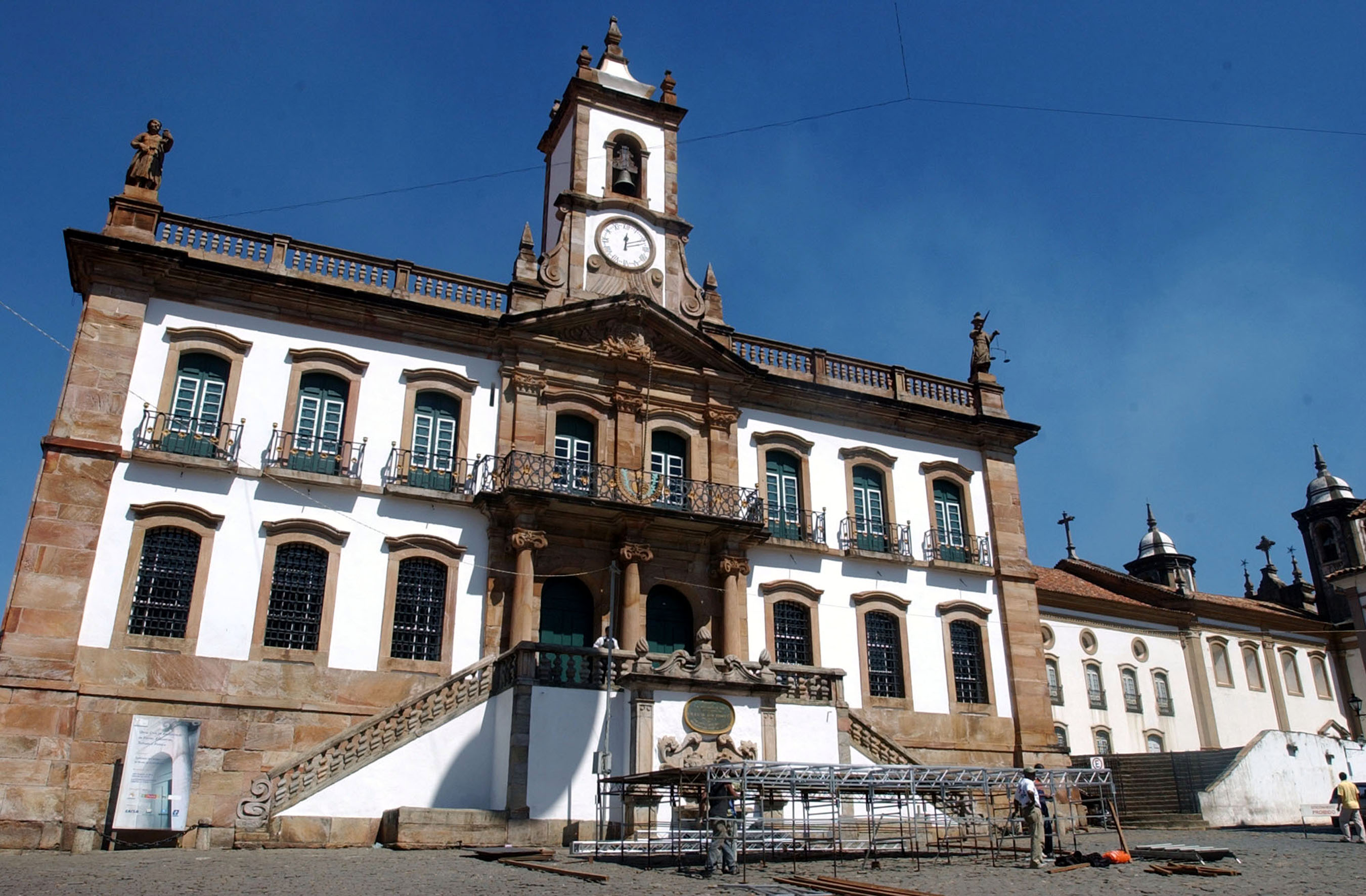
Museu da Inconfidência, Ouro Preto

Aleijadinho, juntamente com Cerqueira, levam essas soluções adiante e se tornam os arquitetos mais importantes da região e de todo o barroco brasileiro. Suas obras são a súmula das novidades que distinguem o barroco em Minas Gerais. A Igreja de São Francisco de Assis em Ouro Preto, uma das construções mais belas das Minas, é atribuída ao Aleijadinho, embora não haja documentação a respeito. Sabe-se, no entanto, que o plano original sofreu alterações pelo mestre-construtor Cerqueira, e de certeza é do Aleijadinho apenas a escultura da portada. De qualquer forma, o templo é uma jóia de harmonia entre exterior e interior, e suas soluções são de grande originalidade, incorporando até mesmo traços de estilos antigos como o Gótico e o Renascentista. De qualidade semelhante é a Igreja de São Francisco de Assis em São João del-Rei, da qual sobrevive um traçado pelo Aleijadinho, que não corresponde exatamente ao que se vê hoje, tendo havido intervenção novamente de Francisco Cerqueira, que acrescentou ainda paredes sinuosas na nave, uma solução inédita e de grande efeito plástico. Aliás, o papel de Cerqueira na arquitetura barroca de Minas tem sido recentemente reavaliado, concedendo-lhe a ele uma participação muito importante, talvez maior mesmo que a de Aleijadinho, tanto na composição final das igrejas supracitadas como no traço principal de outros templos como a Igreja de Nossa Senhora do Carmo em São João del-Rei e o frontispício para a Matriz de Nossa Senhora do Pilar.
Embora não se destaquem por sua originalidade, seguindo os modelos dos paços portugueses coevos, também devem ser lembrados alguns prédios civis de grande importância, como a Casa da Câmara e Cadeia de Ouro Preto, hoje o Museu da Inconfidência, e a Casa da Câmara e Cadeia de Mariana, ambos de grande elegância, com elementos destacados em cantaria e bela talha em pedra.

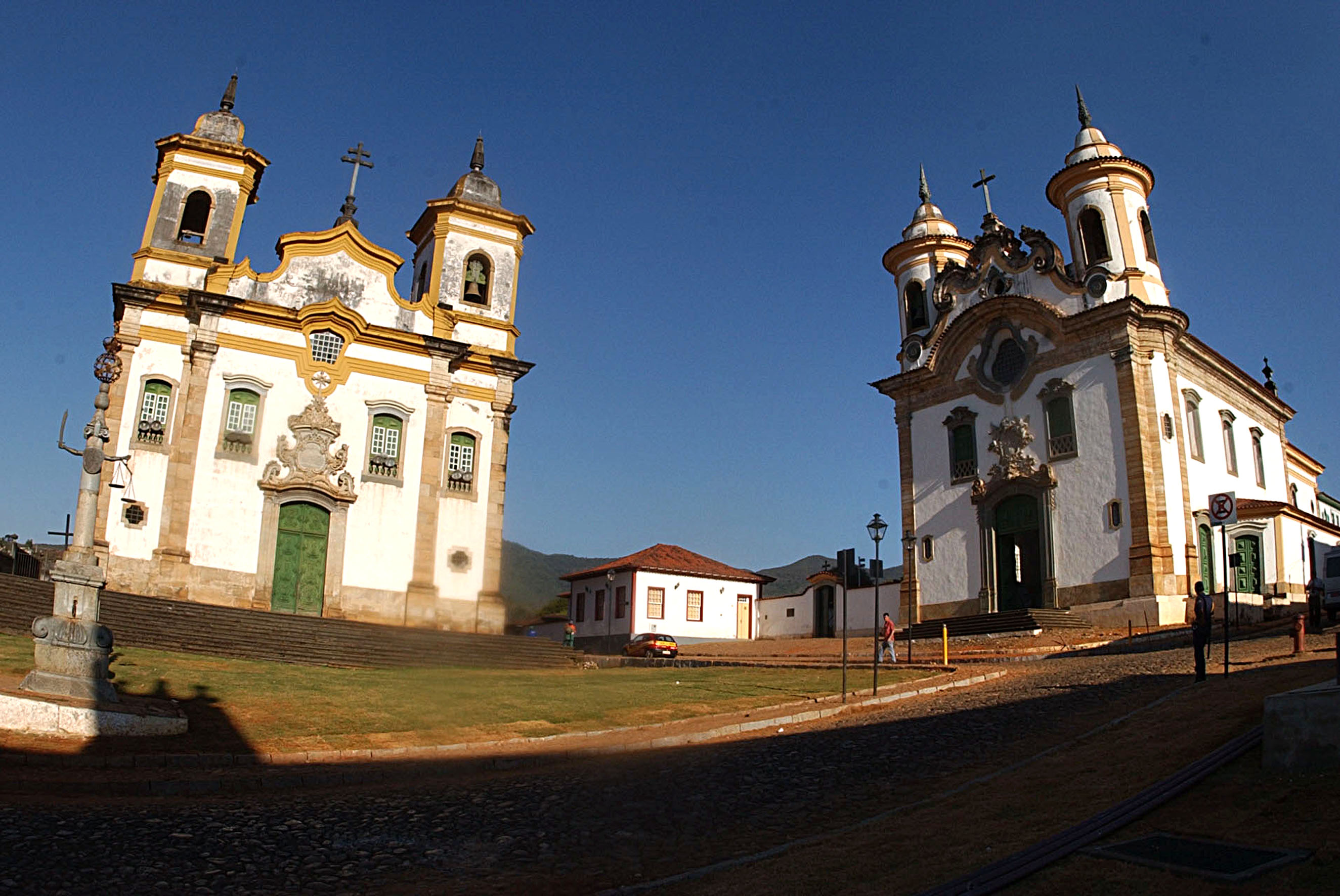
São Francisco e Nossa Senhora do Carmo, Mariana
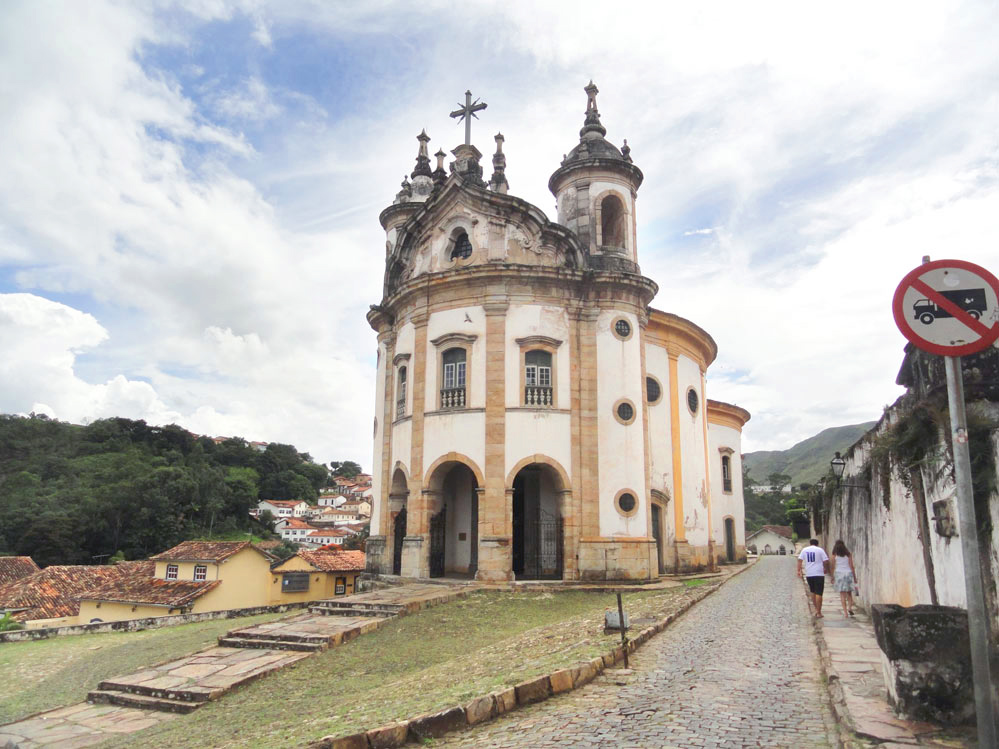
Rosário dos Pretos, Ouro Preto
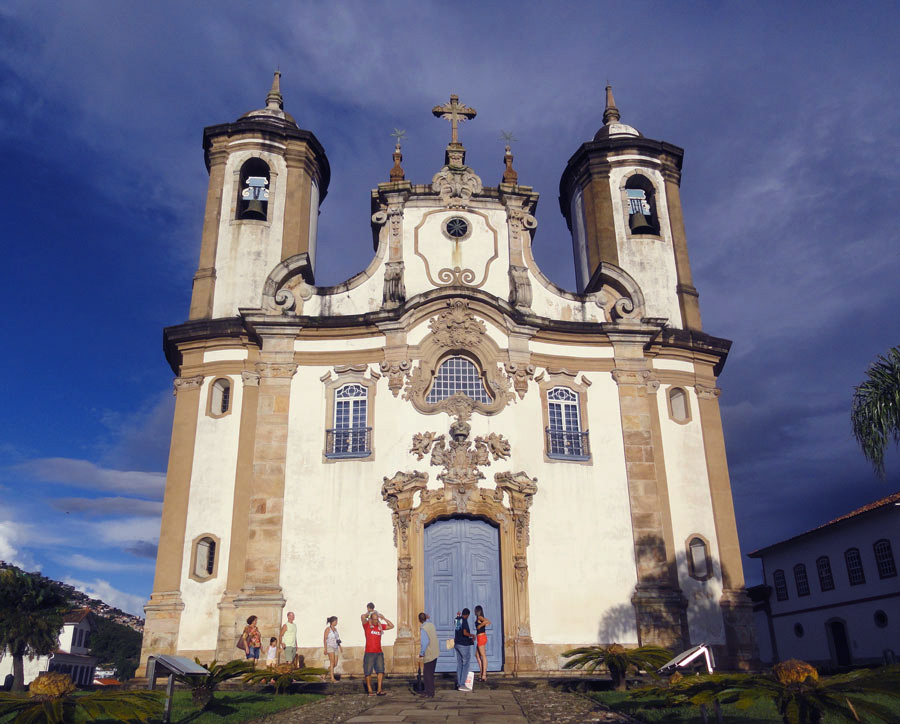
Nossa Senhora do Carmo, Ouro Preto
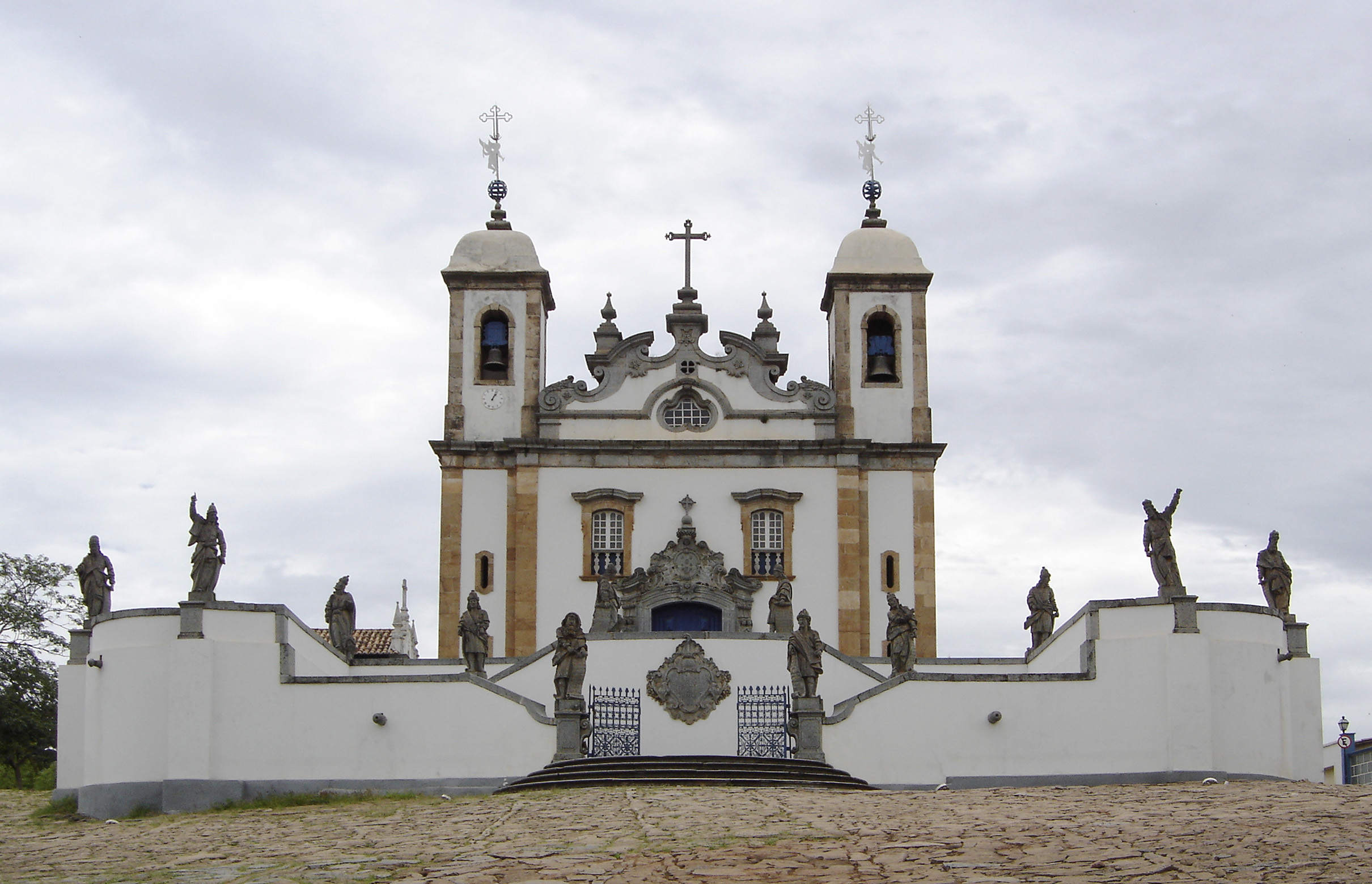
Bom Jesus de Matosinhos, Congonhas

## Escultura
Minas Gerais, em seu relativo isolamento, com maior dificuldade para importação de peças portuguesas como se fazia de hábito no litoral, não era menos religiosa e enfrentava uma demanda por estatuária sacra em nada menor do que a dos outros grandes centros urbanos do Brasil, e por isso foi obrigada a produzir a grande maioria de seus próprios artífices. Forçados pelas circunstâncias a apresentarem soluções formais sem uma grande disponibilidade de modelos eruditos, e em sua maioria autodidatas, os escultores da escola mineira não se aglutinaram em torno de um único princípio estético, e sua produção se caracteriza pela diversidade e pelo ecletismo, ao contrário de outras escolas importantes como a da Bahia ou de Pernambuco, que eram bem mais informadas sobre a arte europeia e produziam em série para um vasto mercado nacional.

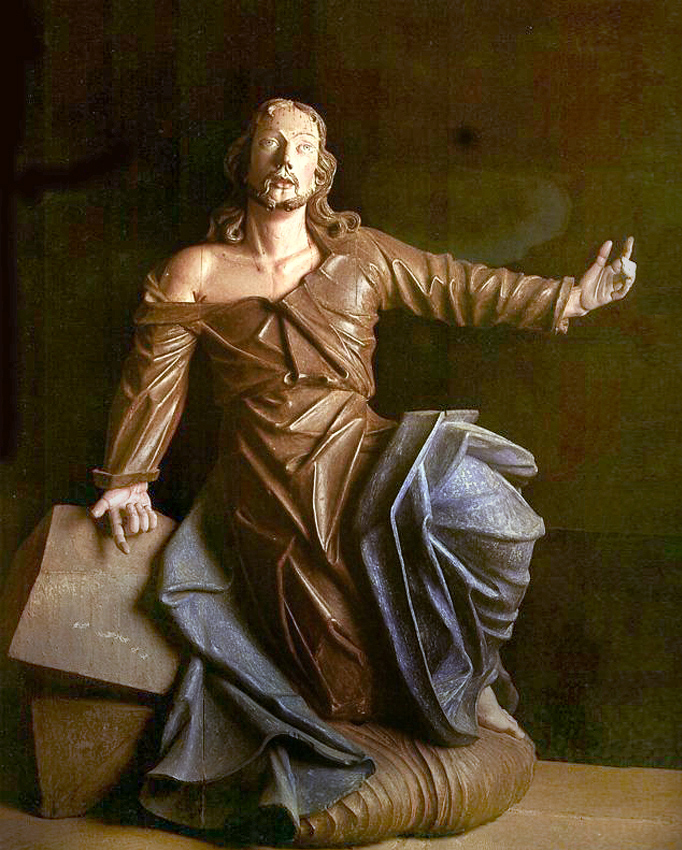
Aleijadinho: Cristo no horto das Oliveiras, Congonhas

Na primeira metade do século XVIII, em Minas, atuaram artistas e/ou artífices portugueses. Por volta de 1770, surge uma produção regional com características próprias.
Alguns traços têm sido apontados como típicos de Minas Gerais: a ausência de padrões essencialmente repetitivos ou acadêmicos, uma policromia menos carregada, mais uniforme e mais econômica que similares litorâneos, feições mais ingênuas e joviais e um tratamento dos trajes que nem sempre prima pela lógica, embora o dinamismo seja constante.
Um dos primeiros mestres de importância nas Minas de identidade conhecida foi Francisco Xavier de Brito, cuja influência marcou toda a região em meados do século XVIII e cuja obra de talha e estatuária na Matriz do Pilar influenciou o próprio Aleijadinho, que coroa e encerra o ciclo de escultura barroca em Minas Gerais. A obra de Aleijadinho é um monumento ímpar na arte brasileira, parte dele hoje constituindo Patrimônio Mundial da UNESCO. Produziu um bom número de obras avulsas que hoje estão dispersas, mas as que asseguraram a sua inscrição destacada na história da escultura brasileira estão concentradas em um único lugar e perfazem dois grupos coesos: trata-se dos dois grandes conjuntos escultóricos do Santuário de Bom Jesus de Matosinhos, em Congonhas. Nas seis capelas que precedem a igreja estão grupos de estatuária em madeira policromada representando cenas da Paixão de Cristo, e no adro do templo, doze profetas em pedra-sabão, criados com o auxílio de assistentes. Ali o estilo altamente original que desenvolveu em sua última fase produtiva encontrou expressão perfeita. Embora Aleijadinho seja de longe o nome mais lembrado na escola mineira de escultura, especialmente pelo discurso dos modernistas em defesa e criação de ícones nacionais, e, por isso, tenha ofuscado todos os demais, conhecemos pelo menos outros quinze artistas de mérito, sem contarmos a legião que permanece anônima mas que também contribuiu com obras por vezes de grande valor.

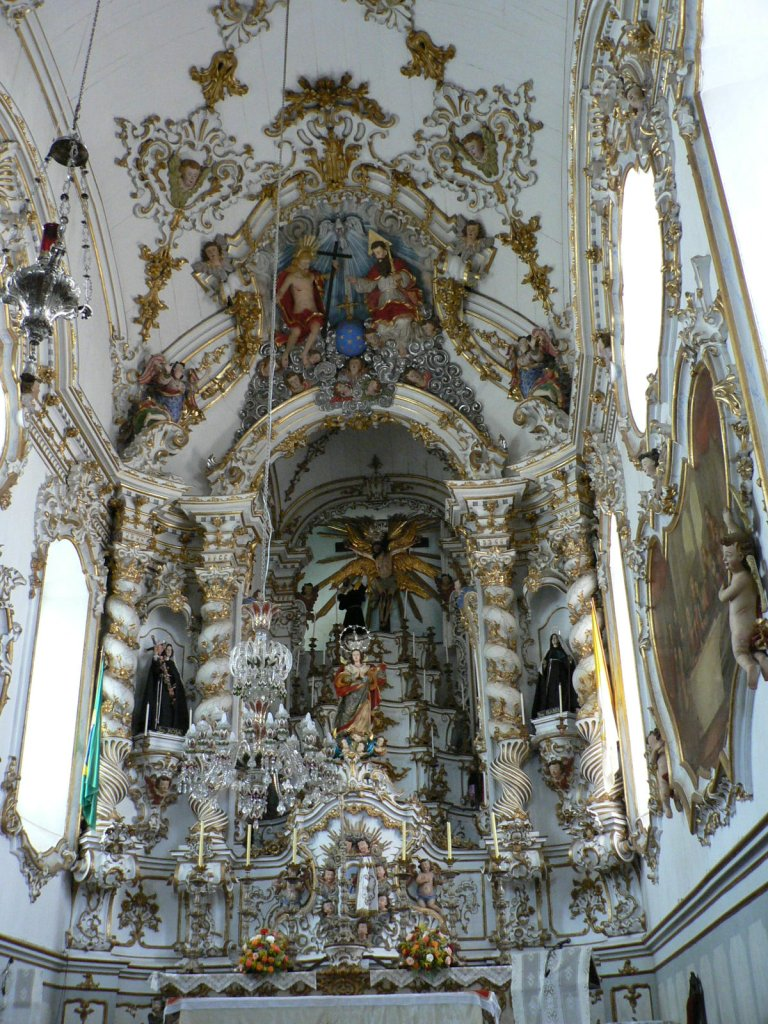
Altar-mor da Igreja de São Francisco, São João del-Rei

Aleijadinho, que contava com auxiliares para a execução e divisão do trabalho, fez alguns discípulos diretos e outros indiretos, que em maior ou menor grau derivaram dele seu estilo. Entre eles estão seu meio-irmão o padre Félix Antônio Lisboa, e talvez cinco autores apelidados por enquanto apenas com topônimos - Mestre São Evangelista de Tiradentes, Mestre Piranga, Mestre Cajuru, Mestre Sabará e Mestre Barão de Cocais - cujas obras estão sendo recentemente rastreadas a partir do estilo embora os seus nomes e vidas ainda permaneçam uma incógnita. O conhecimento dos ofícios era, inclusive, passado de mestre para aprendiz ou auxiliar e de pais para filhos.
Vieira Servas e Manoel Dias de Assis e Sousa já trabalham sob influência direta de Portugal. Garcia de Sousa, Vicente Fernandes Pinto, Antônio da Costa Santeiro, Bento Sabino da Boa Morte e Valentim Correia Paes, conhecidos há pouco apenas através de registros documentais, já começam a ter algumas obras identificadas pelas pesquisas atuais. As tradições orais também apontam o trabalho de Sebastião Pereira Maia, em atuação em Minas Novas no final do século XVIII e início do século XIX. Por fim, a tradição barroca na estatuária mineira perdurou até o fim do século XIX por meio de um seguidor tardio dessa escola, Joaquim Francisco de Assis Pereira, em atuação na região de São João del-Rei e morto em 1893.
Pode ainda ser incluída dentro das técnicas de escultura a talha decorativa no interior dos templos, cujo apuro ornamental valorizou as igrejas e capelas. O conjunto de talhas nos templos formava os retábulos. A talha em madeira que, em alguns casos, recebiam policromia e dourada era típica dos portugueses, chamada de retábulo nacional (usado entre cerca de 1696 e 1730). Tinha basicamente colunas torsas, espiraladas de ponta a ponta; coroamento em arquivoltas concêntricas; motivos florais; trono e forma de cântaro; talha profusamente volumosa e exuberante com grande densidade simbólica e influência mourisca. Esses aspectos são encontrados por exemplo na Matriz de Nossa Senhora d Boa Viagem, em Itabirito, e Matriz de Nossa Senhora de Nazaré, no distrito ouro-pretano de Cachoeira do Campo.
Outro estilo é o retábulo D.João V ou joanino, inicial e evoluído, com colunas salomônicas estriadas ou com bulbos (de aproximadamente 1730 a 1760) e com influência do barroco italiano. Como exemplos dessas características estão a Capela do Padre Faria, em Ouro Preto; e Matriz da Conceição, em Catas Altas.
Nesta região, foi peculiar a transição de estilos, com a incorporação de acréscimos, aproveitamentos e soluções adotadas pelos entalhadores.
O terceiro estilo (de cerca de 1760 a 1840) é o rococó ou estilo D. José I, com características como colunas retas, redução de douramento, uso da rocalha, talha mais suprimida e uso de moldes de gesso para fazer a ornamentação floral. Os templos mineiros das ordens franciscanas e carmelitas seguem essas características.
O estilo adotado, portanto, é bastante heterogêneo entre as várias igrejas da região, com representações naturalistas e até sensuais, e foi ali introduzido, segundo alguns autores, por Francisco Xavier de Brito a partir de modelos portugueses. Sobre essa base Aleijadinho elaborou suas próprias obras nesse gênero decorativo, produzindo altares para a Igreja de Nossa Senhora do Bom Sucesso em Caeté, Nossa Senhora das Mercês e Perdões, Nossa Senhora do Carmo e Nossa Senhora do Pilar em Ouro Preto, e o risco do retábulo da capela-mor da Igreja da Confraria dos Negros de São José, na mesma cidade.
Traços chineses, as chinesices, também fazem parte da talha mineira, como na capelinha de Nossa Senhora do Ó de Sabará, considerada por Germain Bazin "uma das criações mais requintadas da arte barroca", um pequeno espaço que "louva a glória da Rainha do Céu"; e também nas matrizes de Mariana, Catas Altas e Sabará; e em outras igrejas de Barão de Cocais, Tiradentes, São João del-Rei e Ouro Preto.

### Aspectos iconográficos
Em relação à iconografia da imaginária religiosa produzida nesse período, a tipologia mais frequente, nessa região mineradora, foi elaborada a partir de características técnicas originadas entre os séculos XV e XVI, período no qual a devoção aos santos encontrou grande efervescência na Europa católica. As representações das devoções passaram nesse período a receber características de pessoas comuns.
A devoções eram variáveis em cada irmandade e ordem terceira. Por isso, a maioria das imagens ou devoções não são encontradas em outros templos, mesmo naqueles que estão próximos.
Nos templos carmelitas, o escapulário foi a devoção mais frequente ao lado de Nossa Senhora do Carmo; e Santo Elias, que segundo a lenda fundou a ordem. Outros santos de devoção da ordem são Santa Ifigênia (ou Efigênia), Santo Elesbão, São José, Santana e Santa Luzia.
Nos templos franciscanos, as imagens exaltam e absorvem aspectos emocionais da vida de São Francisco de Assis. As cenas piedosas e consideradas relevantes da biografia mais arraigada do santo também emprestam aspectos iconográficos às imagens. A mais comum delas, presente em todas as igrejas devocionais – e mesmo em retábulos dedicados ao santo em igrejas de outras irmandades – é a estimulada pelos influxos da Contra-Reforma, na qual o santo é representado como um asceta em meditação diante de uma caveira sobre as vaidades da vida, chamada de São Francisco da Penitência.
Na Igreja de São Francisco de Assis de São João del-Rei, ocorrem duas outras representações curiosas do santo: uma delas, a Cristo do Amor Divino, Jesus aparece pregado na cruz, mas com um dos braços soltos, e é amparado e acolhido por São Francisco, cena que revela a ardorosa devoção do santo pelos sofrimentos impingidos a Jesus; a outra adota a tipologia iconográfica das figuras jacentes, em representação de Nossa Senhora da Boa Morte e o próprio Senhor Morto. Assim, São Francisco aparece deitado em um esquife, com as mãos colocadas junto ao peito.

### Imagens de vestir
As imagens de vestir tiveram uma função, no século XVIII, que, ocasionalmente, ainda é mantida em algumas cidades: a de serem levadas nos cortejos religiosos.
Entre os tipos catalogados estão:
- o de peças totalmente esculpidas e policromadas, acompanhadas de um manto de “tisso” bordado a ouro;
- outro é complementado com tecido como capas (como a imagem de Nossa Senhora, atribuída a Aleijadinho, na Mercês de Cima de Ouro Preto);
- um terceiro tipo é o formado por imagens de corpo inteiro esculpido com partes policromadas (como os de Santa Bona e São Lúcio, da Igreja de São Francisco de Assis de São João del-Rei);
- e ainda há as imagens policromadas articuladas, que podem mudar de posição (como uma da Matriz de Sabará: o Cristo da Coluna).[30]

A cabeleira, as vestes, as jóias e outros adornos tinham a finalidade de dar mais realismo às imagens, de ressaltar a comunicação com os fiéis.
Havia rituais para as mulheres vestirem as imagens das virgens, o que reforçava a ligação com a devoção, a atribuição da importância da imagem para as respectivas comunidades.

### Santos do pau oco
A maior parte das imagens de Minas foi executada em madeira maciça, mas há também imagens ocas, de vulto ou de roca (estrutura de saia ou hábito) em menor quantidade.
No Brasil, ou seja, não somente em Minas, o imaginário popular indica que as imagens ocas seriam executadas para esconder ouro contrabandeado. Essa versão é tida como lenda, assim como muitas histórias em Minas derivadas desse tipo de imagem, visto que há pouca comprovação dessa utilização. Provavelmente, esse tipo de imagem era feito pelos mesmos motivos que na Europa,  ou seja, para que ficassem mais leves, especialmente na condução em andores dos cortejos religiosos.
A escultura em madeira geralmente necessita ser oca devido à dilatação sofrida por esse material com as mudanças da umidade do ar: no tempo seco a madeira contrai, ao passo que no tempo úmido ela expande. Se a escultura é maciça, quando o tempo secar, a parte externa da madeira irá comprimir, e a parte interna ainda estará expandida, acarretando rachaduras na peça. Então, usa-se retirar o interior da escultura em madeira, ou seja, ocar a peça, a fim de evitar rachaduras.

### Materiais utilizados
O barro, escolhido pela fácil maleabilidade aos detalhes e habilidades do escultor, foi o material mais empregado nas esculturas devocionais do Brasil no século XVIII.
As imagens na região precursora de Minas podiam ser em barro cru (maciças) ou cozido, ocas (em exigência de uma técnica bem mais apurada), sem policromia ou com a policromia bem simplificada, feita diretamente sobre o suporte após a queima. O douramento, quando existente, era colocado geralmente apenas em alguns detalhes, como nas bordas de algumas vestimentas.
A pedra-sabão foi muito usada nos frontões e portadas dos templos, assim como nos Profetas do Aleijadinho, mas raramente em imagens devocionais.
A pedra-talco, nome popular dado ao silicato de magnésio hidratado, foi bastante usada em imagens de pequenas dimensões, para a composição de oratórios.
O primeiro uso do gesso em Minas é atribuído às esculturas da nova igreja da Província Brasileira da Missa, Casa do Caraça.
Em Minas, há também imagens feitas com mais de um material: o São Jorge de Aleijadinho no Museu da Inconfidência, em Ouro Preto, é feito em madeira, mas tem as mãos em chumbo.
No século XVIII, todavia, a madeira foi mais utilizada como elemento de suporte, sendo o cedro predominante em Minas.

#### Tela-encolada
Em esculturas policromadas, alguns suportes inusitados também foram utilizados como na região do Campo das Vertentes, onde foi utilizada uma técnica parecida com a tela-encolada – tecido embebido de gesso ou cola – que é comum nos países andinos, mas pouco conhecida no Brasil. A tela-encolada, um barroco de pano, foi dominada por Rodrigo Francisco Vieira que produziu cerca de 40 peças nas igrejas de São Francisco e São Miguel do Cajuru, no distrito de mesmo nome, em São João del-Rei; Matriz de Santo Antônio e também na de Nossa Senhora do Pilar, na comunidade do Elvas, em Tiradentes; além da Igreja de Nossa Senhora do Rosário, em Prados.
Nessa região, na atual cidade de Tiradentes, uma imagem de Nossa Senhora do Parto foi elaborada da seguinte forma: primeiro foi feito um molde em argila sem queima e depois colocados pedaços de tecido para se obter a forma. Em seguida, o santeiro retirou a peça do molde de argila e aplicou no interior da peça uma resina para endurecer o tecido. Após isso, foi introduzida uma estrutura de madeira no interior da imagem devocional. Neste caso, apenas as mãos foram feitas em madeira.
Pesquisadores supõem que a técnica pode ter sido utilizada para baratear o custo da peça, já que os custos de produção eram menores, ou então acelerar a entrega da produção às irmandades religiosas e outros clientes.

### Organização do trabalho
Os oficiais mecânicos que desenvolviam a arte de entalhar, dourar e esculpir eram chamados de santeiros e imaginários, atribuições que ainda são encontradas nas cidades históricas mineiras.
O escultor ou entalhador mineiro dos séculos XVIII e XIX projetava e entalhava a escultura conforme a encomenda recebida, que, geralmente, era determinante para ser tida como totalmente esculpida e policromada ou de vestir. Os artífices escolhiam a madeira de acordo com o tamanho da imagem, decidiam se seria oca ou maciça, feita em um só bloco de madeira (especialmente durante a primeira metade do século XVIII) ou em vários blocos ou peças. A pintura era geralmente executada por outro artífice – pintor/dourador – que, normalmente, também se encarregava do douramento. Em alguns casos, em uma mesma oficina, um artesão dourava, e outro pintava.

### Policromia
Terminada a talha e colocados os olhos, esculpidos, pintados ou de vidro, a imagem ia para as mãos do pintor, que, em geral, era também dourador e se encarregava de aplicar todas as camadas de policromia, ou seja: preparação (que consistia na colocação de cola animal, sulfato de cálcio, caulim, gesso mate e sulfato de cálcio bihidratado no entalhe), bolo armênio (camada de argila com cola), folhas metálicas (de ouro ou prata, vindas de Portugal ou do Rio de Janeiro) e camada de tinta (na maior parte das vezes têmpera), podendo terminar com velaturas. Ele se encarregava do que chamamos de policromia, que está dividida em duas partes: a carnação, cujo nome vem de carne, ou seja, pintura da anatomia aparente da figura, quando se dá a cor da pele; e o estofamento, que é a imitação dos tecidos da época, feita em várias camadas.
A carnação, pintura do rosto, mãos, pés ou outras partes do corpo à mostra (se chamava encarnação), almejava o efeito da carne humana. O estofamento, decoração do vestuário, era feito nas cores marrom, verde, vermelho e azul. Nos exemplares em marfim, mais raros, o material podia ser deixado aparente.

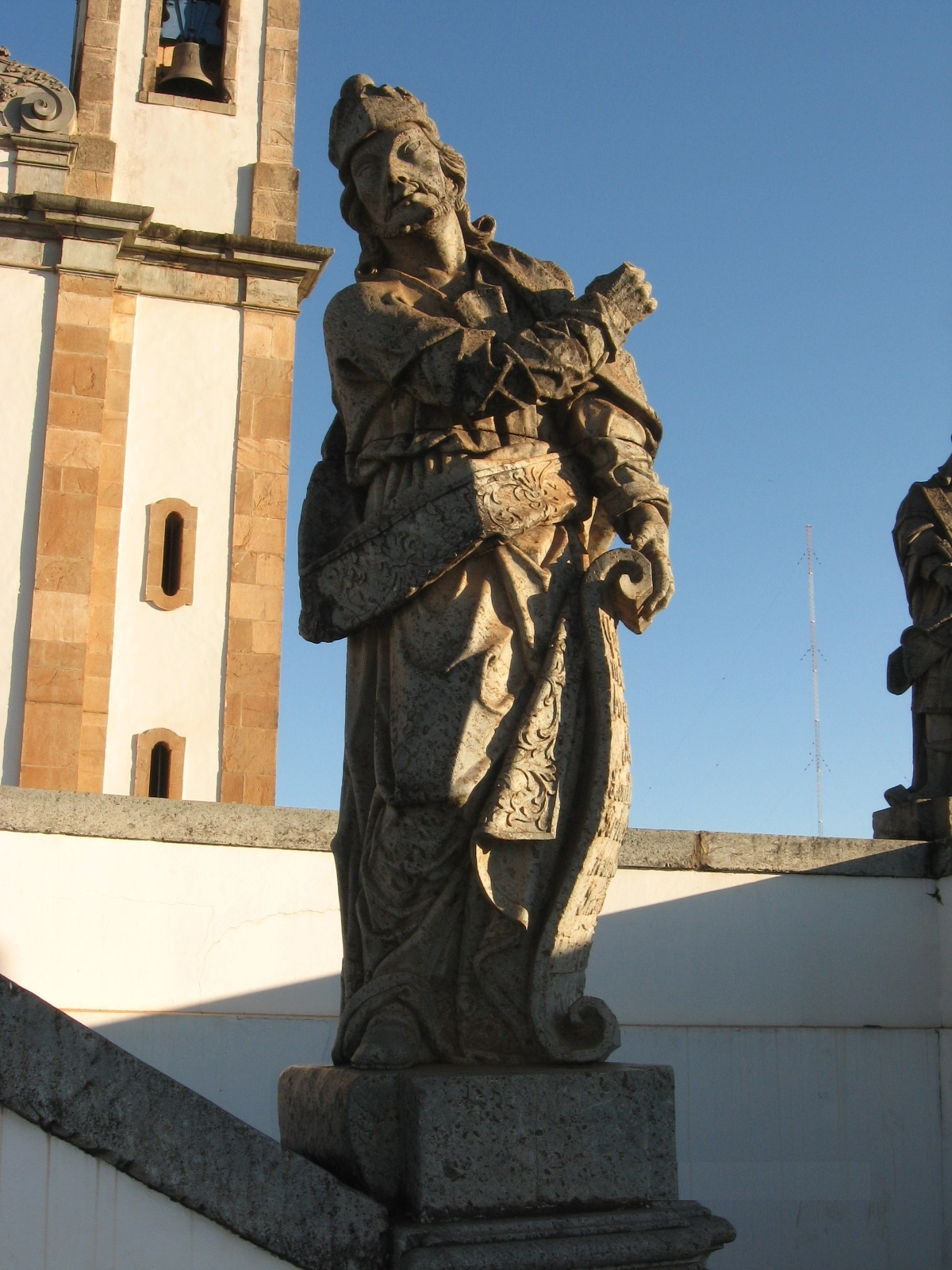
Aleijadinho: Profeta Ezequiel, Congonhas
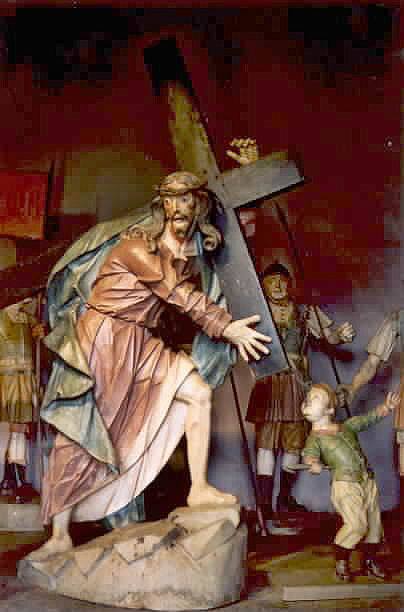
Aleijadinho: Cristo carregando a cruz, Congonhas
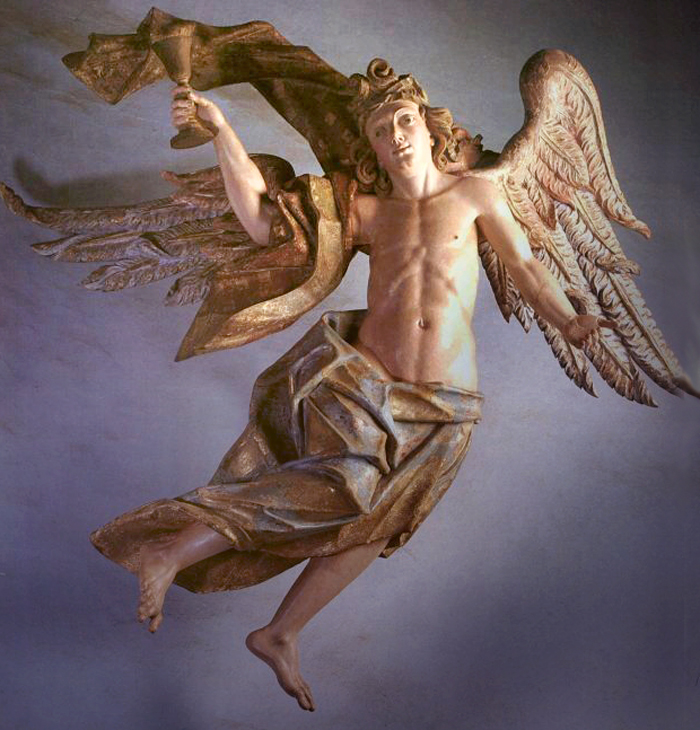
Aleijadinho: Anjo do Getsêmani, Congonhas
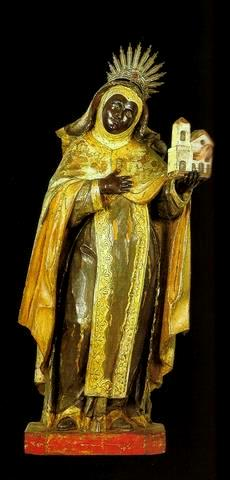
Mestre anônimo: Santa Ifigênia. Museu Afro Brasil

## Pintura
A pintura barroca mineira tem seus exemplos mais notáveis na decoração interna das igrejas, embora haja também uma produção em painéis e telas independentes. Os templos mineiros setecentistas, em sua maioria, se distinguem pelo uso de um tabuado corrido nos forros, especialmente prevendo a decoração com pinturas de grandes dimensões, ao contrário da tendência litorânea, mais antiga, de se empregar caixotões emoldurados com relevos onde as pinturas se apresentavam em seções separadas. A prática de pintura barroca em Minas se estende até bem entrado o século XIX, virtualmente ignorando o Neoclassicismo que já se desenvolvia no Rio e em alguns outros centros brasileiros, e representa, no entender de Clarival do Prado Valladares, "o acervo mais original e notável do país" do período Barroco, e o que mais tem recebido a atenção dos estudiosos nacionais e estrangeiros, justamente por suas características únicas.

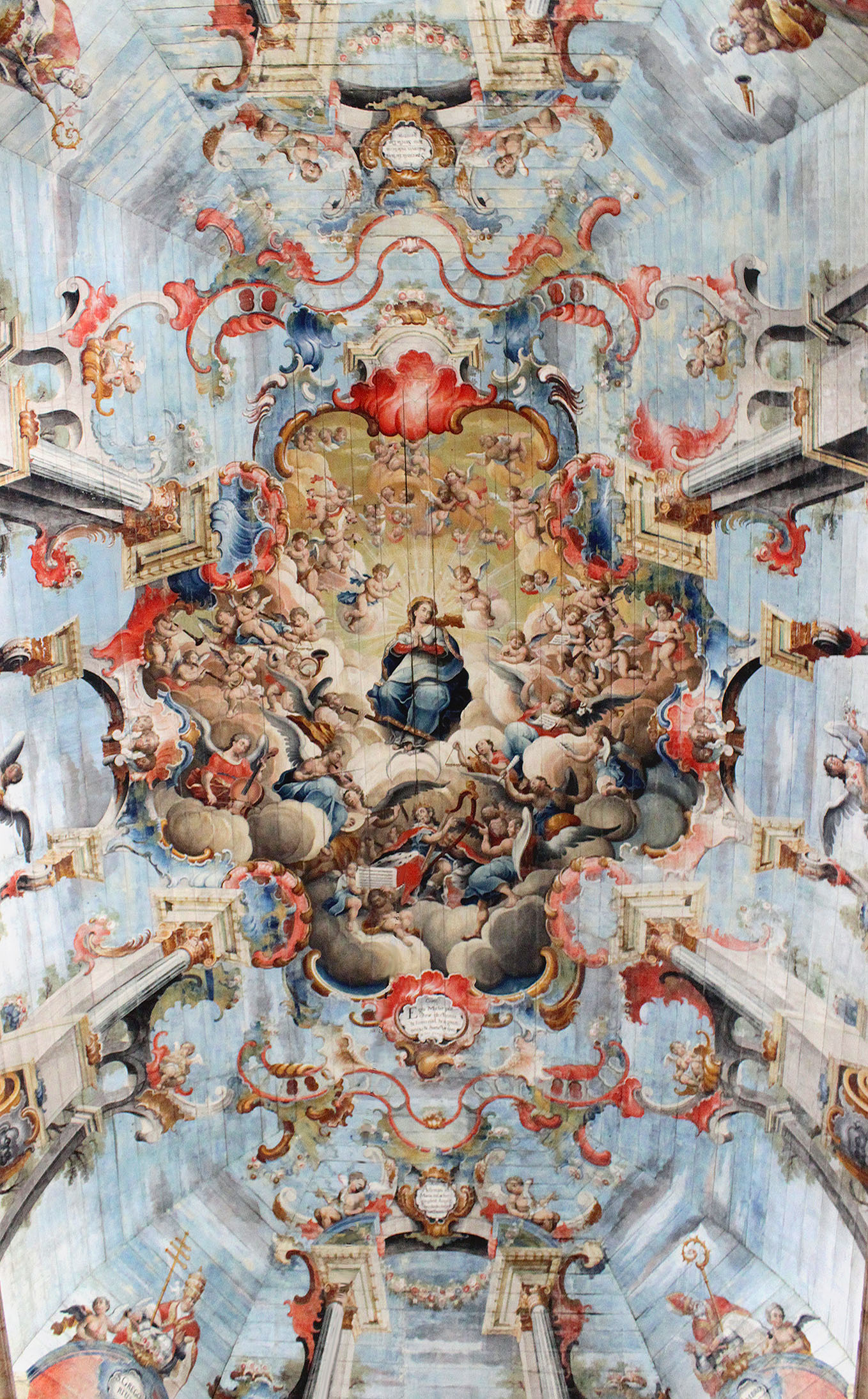
Manoel da Costa Ataíde: Nossa Senhora rodeada de anjos músicos. Forro da Igreja de São Francisco, Ouro Preto

Dos autores mais importantes destaca-se José Soares de Araújo, introdutor na região de Diamantina do estilo de perspectiva arquitetônica ilusionística, que buscava uma continuidade visual da arquitetura real do templo para cima, nos forros, onde colunas, arcadas, medalhões e outros elementos se abrem e emolduram uma grande composição sacra situada no céu, muitas vezes povoada de figuras acessórias, como anjos e santos, rodeando um personagem ou cena principal entre nuvens e halos de glória. Esse foi o esquema básico do estilo, reproduzido com infinitas variações, num conjunto regional que se caracteriza pelo ecletismo. Entretanto, Valladares afirma que a solução mineira foi empregada com tamanha liberdade em relação aos seus modelos, que vinham da escola fundada por Andrea Pozzo em Roma, que o aspecto ilusionístico da arquitetura representada muitas vezes perde em eficiência para se tornar elemento puramente plástico. Existem ainda, de fato, outros esquemas compositivos nas igrejas de Minas, inclusive com o uso dos caixotões, mas derivam das escolas baiana ou carioca, e portanto não são típicos nem constituem a maioria.
Muitos dos artistas eram autodidatas, e pesquisas recentes atestam que era uma praxe basearem suas criações em gravuras de procedência europeia, algumas, surpeendentemente, reproduzindo obras de artistas da Alta Renascença, como Rafael, o que traz dados de grande interesse para o estudo das origens da pintura mineira. Até mesmo o célebre Ataíde, o mais insigne mestre dessa escola, se valeu de exemplos importados, embora sua interpretação dos mesmos seja muito original, com um delicioso sabor popular que chega ao ponto de representar anjos e santos com feições mulatas. A falta de escolas formalizadoras de artes também incorriam no intercâmbio de conhecimento entre os mestres portugueses e os aprendizes. Certamente, havia o acesso a manuais. Um dos prováveis livros do inventário de Ataíde era o português Segredos necessários para os offícios, artes e manufacturas, e para outros objetos sobre a economia domestica, que relacionava aspectos como "modo de moer, e destemperar as tintas", "fabricar as tintas" e "fazer os vernizes".
Antonio Martins da Silveira, Antônio Rodrigues Belo, Bernardo Pires da Silva, Francisco Xavier Carneiro, Manuel Rebelo de Souza, Manuel Antônio da Fonseca, João Batista de Figueiredo, João de Carvalhaes, Joaquim Gonçalves da Rocha, Joaquim José da Natividade, João Nepomuceno Correia e Castro, José Gervásio de Souza Lobo, José Soares de Araújo, Manoel Ribeiro Rosa, Manuel Rebelo e Souza, Manuel Victor de Jesus e Silvestre de Almeida Lopes são outros pintores dignos de lembrança, entre uma multidão cujos nomes a história esqueceu.
Também é atraente a grande produção de pintura popular sob forma de ex-votos e o inestimável trabalho de documentação visual da sociedade mineira realizado em aquarelas pelo viajante Carlos Julião, que passou pelas Minas em fins do século XVIII deixando, segundo Carlos Eugênio de Moura, '"a mais completa obra sobre os costumes brasileiros do século XVIII de que se tem conhecimento até nossos dias".

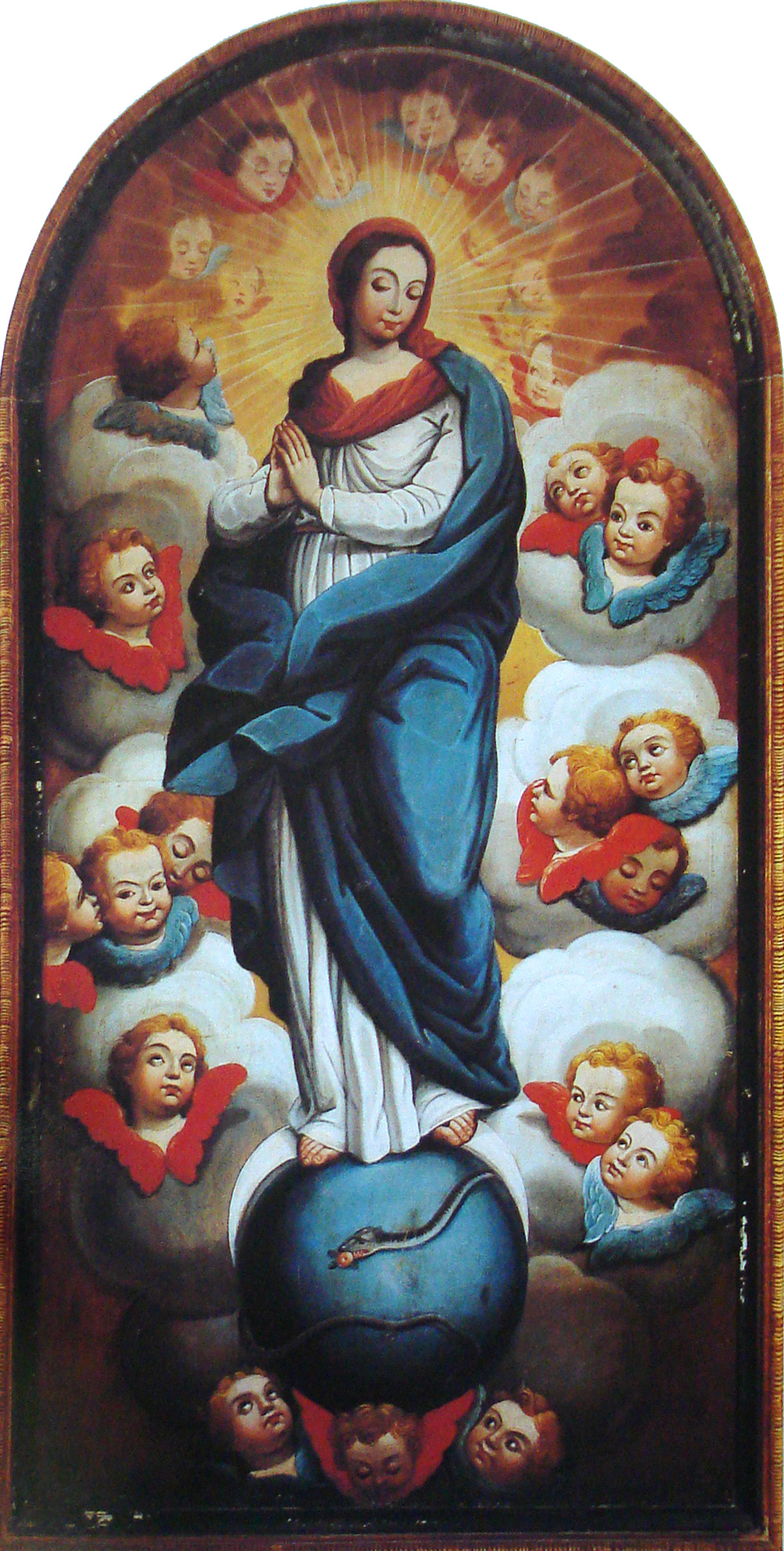
João Nepomuceno Correia e Castro (atribuição): Imaculada Conceição. Museu da Inconfidência
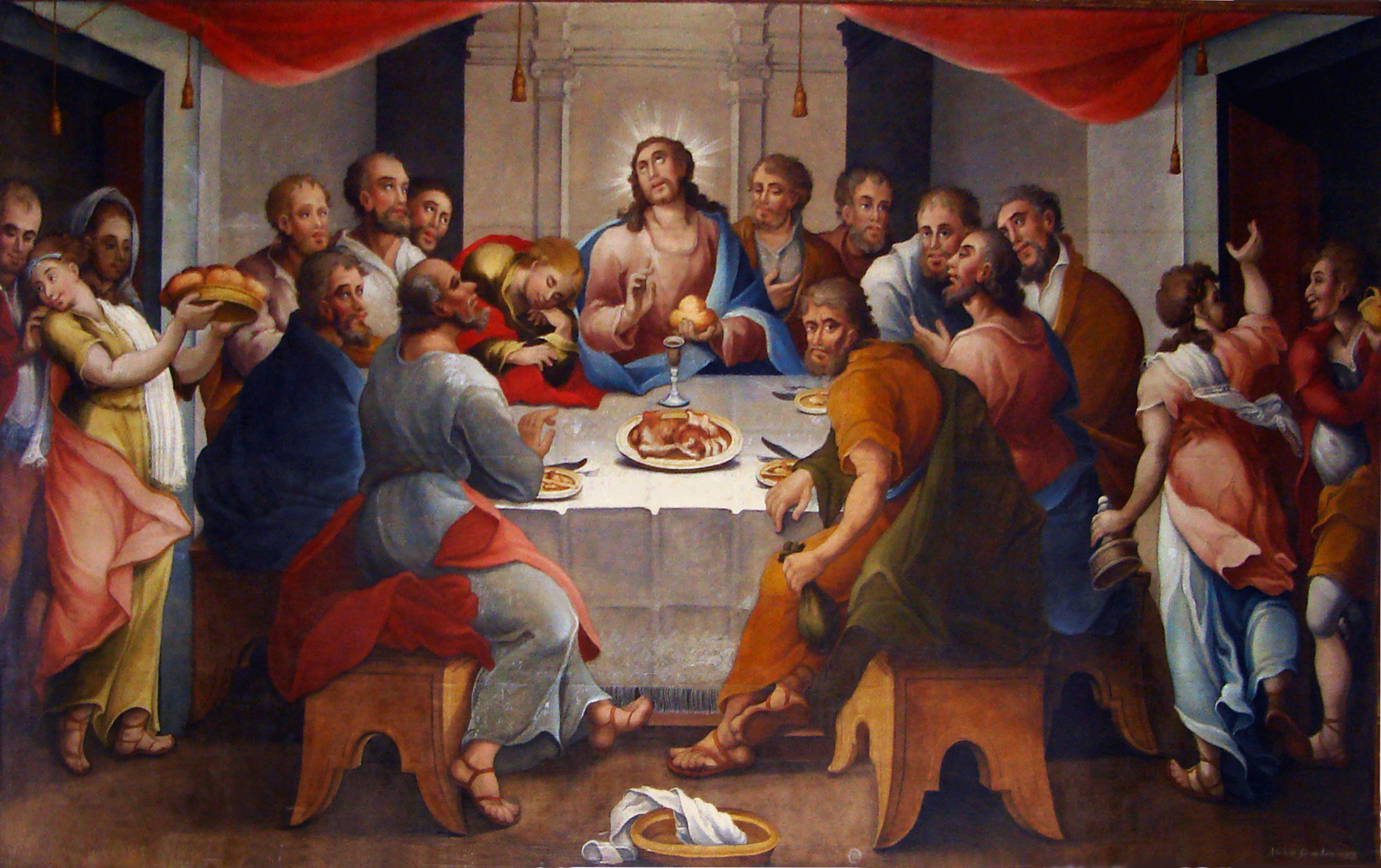
Manoel da Costa Ataíde: Santa Ceia. Capela do Colégio do Caraça
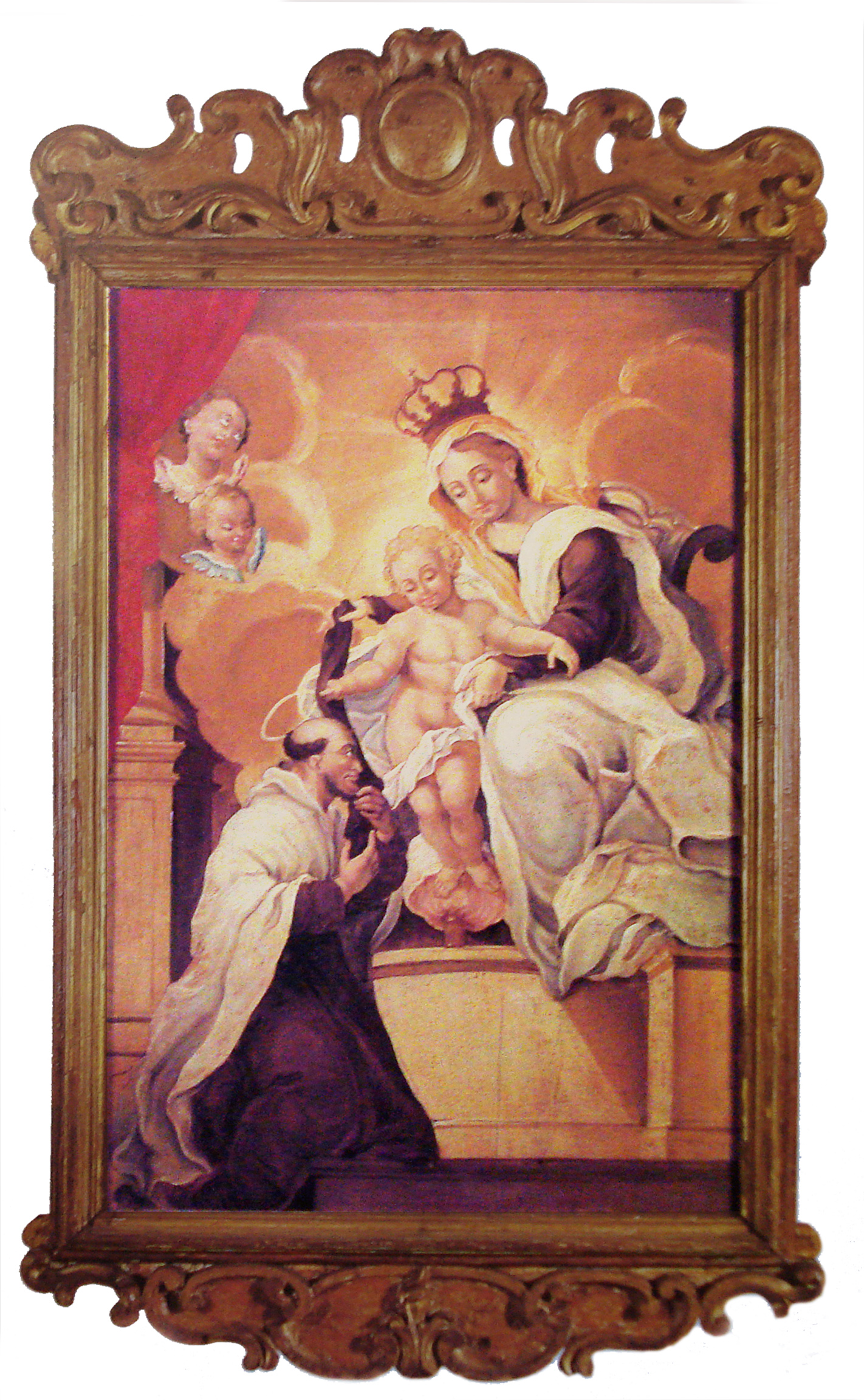
Manoel da Costa Ataíde: Nossa Senhora do Carmo e São Simão Stock. Museu da Inconfidência
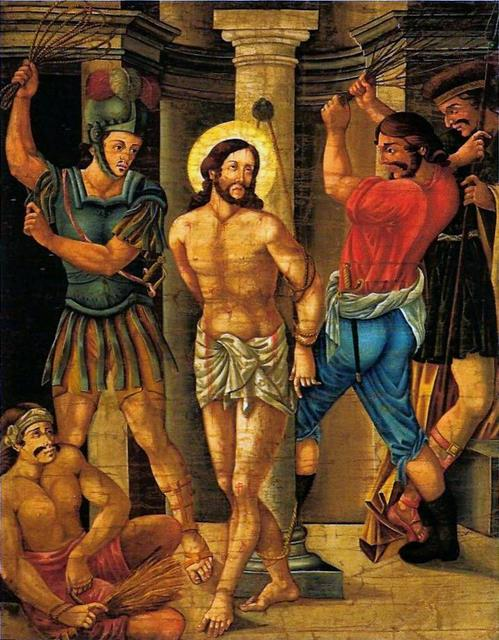
Joaquim José da Natividade: Bandeira da Procissão de Cristo. Museu Afro Brasil

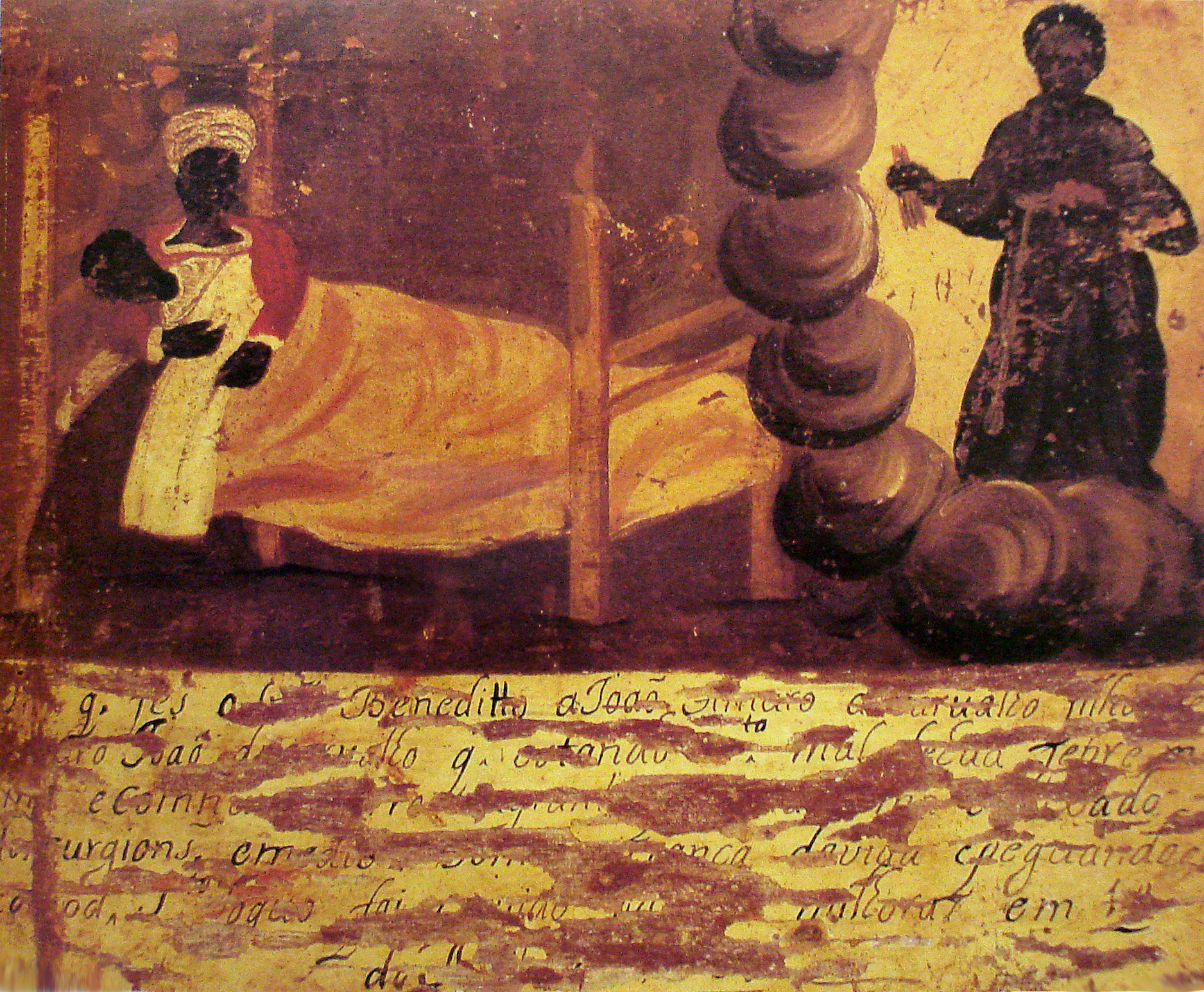
Ex-voto de invocação a São Benedito. Museu da Inconfidência
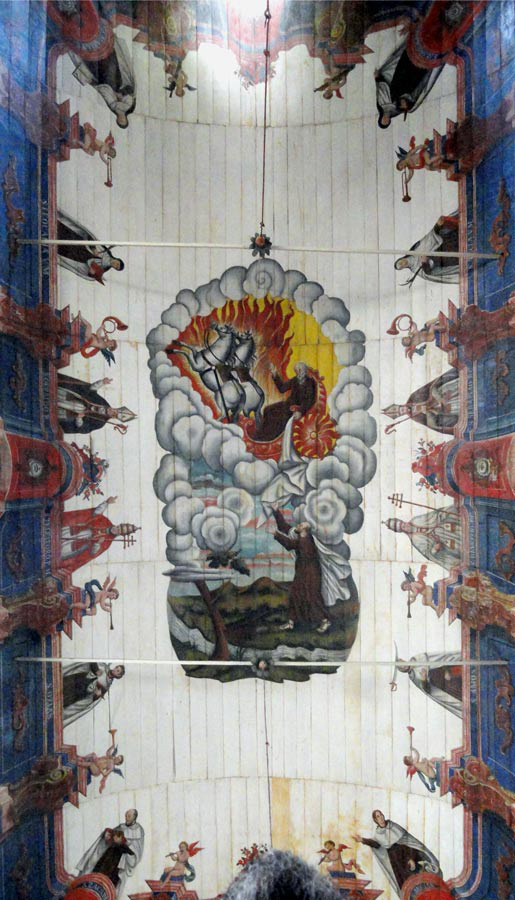
Joaquim Gonçalves da Rocha: Elias subido aos céus. Igreja de Nossa Senhora do Carmo, Sabará
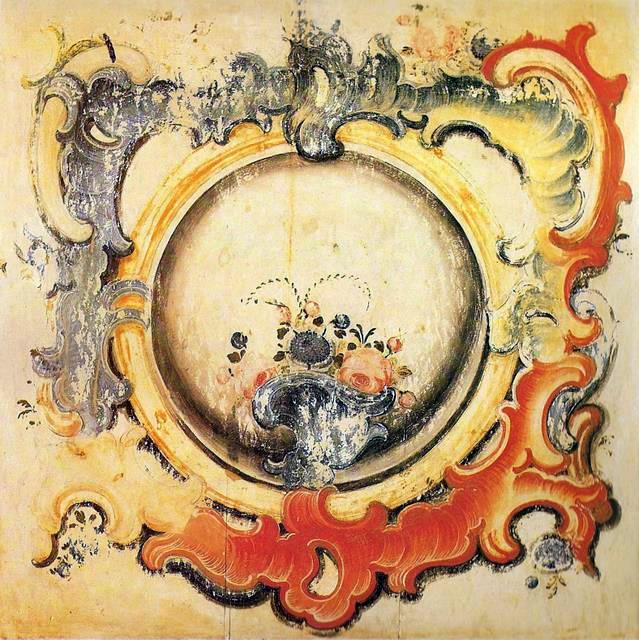
Florão decorativo. Museu de Arte Sacra de São Paulo
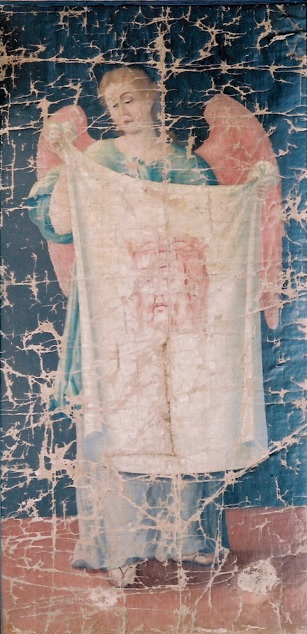
Joaquim José da Natividade (atribuída). Verônica, c. 1805. Igreja de Nossa Senhora do Rosário, Lavras.

## Música
Entre 1710 e 1720, Minas recebeu músicos portugueses. Cerca de 50 anos depois, a região mineradora assumia o maior desenvolvimento produtivo e prático da música religiosa na América Portuguesa.
Os contratos eram feitos: pelas matrizes ou catedral (em Mariana, a partir de 1745); pelas câmaras e entidades administrativas; e pelas confrarias, irmandades e ordens terceiras.
Até a primeira metade do século XVIII, há indícios de que as composições musicais eram escassas, e as músicas executadas eram sobretudo de autoria de compositores portugueses. O Manuscrito de Piranga, documento dessa época, relaciona 17 obras musicais em estilo renascentista, mas, também nesse período, há a inserção do barroco, embora, por estar fora de contexto, a música não possa ser chamada de barroca e ainda menos de colonial.
Em 1780, dada a efervescência da atividade musical, havia mais músicos em Minas Gerais do que em Portugal inteiro, sobretudo mulatos que a partir dela ascendiam socialmente, situação imprevista pela Igreja, mas tolerada dada às possibilidades em território tão grande.
A música mineira deste período pode ser descrita como "música na América portuguesa, ou nos séculos 18 e 19, ou ainda em música tridentina, já que essa é a liturgia que vigorou até 1904".
Os principais músicos foram os padres Manoel de Oliveira (1723), Manoel Luís de Araújo d’Costa (1725), Antônio de Souza Lobo (1725-1756) e Antônio Alves Nogueira (1728-1730), além dos músicos leigos Bernardo Antônio (1721-1723),
Francisco Xavier da Silva (1729), Bernardino de Sene da Silveira (1737-1744), Inácio da Silva Lemos (1737-1762), Antônio Ferreira do Carmo (1738-1747), Caetano Rodrigues da Silva (1739-1783) e Marcelino Almeida Machado (1740-1752).
Outra parte da musicalidade do período estava reserva às cerimônias fúnebres, em formação de uma boa memória da imagem do rei para os súditos. Entre 1750 e 1827, destacam-se as exéquias de d.João V e imperatriz Leopoldina.
Já a partir da segunda metade do século XVIII, a música passa a ter influência do pré-clássico e surgem compositores como: Inácio Parreiras Neves (c.1730-c.1794), Francisco Gomes da Rocha (c.1754-1808), Marcos Coelho Neto (1763-1823) e Jerônimo de Souza Lobo (entre c.1780-1810), de Vila Rica; José Joaquim Emerico Lobo de Mesquita (1746?-1805), na Vila do Príncipe (atualmente Serro); e Manoel Dias de Oliveira (c.1735-1813), em São José del Rei (atual cidade de Tiradentes).